# 人民工人党

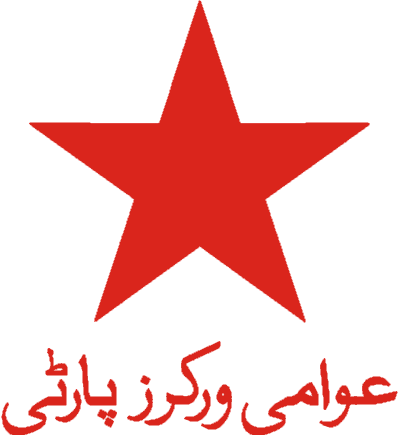
人民工人党的标志

人民工人党（乌尔都语：عوامی ورکرز پارٹی）是巴基斯坦的一个极左翼政党。该党成立于2012年11月，由巴基斯坦劳动党、巴基斯坦人民党（Awami Party Pakistan）和巴基斯坦工人党合并而成。该党的意识形态是社会主义、民主社会主义、进步主义、反法西斯主义。该党的主席是Abid Hassan Manto。该党是左翼民主阵线的成员。